# Szilágyi Ágota
Szilágyi Ágota (Szatmárnémeti, 1984. június 24. –) magyar színésznő.

## Életpályája
2003–2009 között a Marosvásárhelyi Művészeti Egyetem színművész szakán tanult, szerzett mesterfokozatot. Tanulmányai befejezése után a temesvári Csiky Gergely Állami Magyar Színházhoz szerződött (2007-2010). 2010-2014 között az Újvidéki Színház társulatának tagja volt. 2014–2019 között a Maladype Színház színésznője volt. 2019-2023 között szabadúszó volt. 2023-2025 között a Nemzeti Színház tagja volt.

## Fontosabb színházi szerepei

### Nemzeti Színház
- 2023 – Bertolt Brecht: A kaukázusi krétakör – Aniko, Lavrenti felesége / Dajka / Szakácsnő / Parasztasszony / Grúzia anyácska – r: Avtandil Varzimasvili
- 2023 – Kirill Fokin: Rex – Emma (Kaplan felesége) – r: Valerij Fokin
- 2022 – Tamási Áron: Tündöklő Jeromos – Bella, varrónő – r: Márkó Eszter
- 2019 – Örkény István: Macskajáték – Ilus, Orbánné lánya – r: Szász János
- 2018 – Gárdonyi Géza – Zalán Tibor: Egri csillagok – Magda, gyászoló anya – r:  Vidnyánszky Attila

### Maladype Színház
- 2018 – Bruno Schulz: Augusztus – r: Balázs Zoltán
- 2018 – Jean-Luc Lagarce: Louis – Suzanne – r.: Bartha Lóránd és a társulat
- 2017 – Jean Genet: A Balkon – Carmen – r: Zsótér Sándor
- 2017 – Vörösmarty Mihály: Csongor és Tünde – Csongor / Tünde – r: Balázs Zoltán
- 2017 – Anton Pavlovics Csehov: Három nővér – Olga – r: Balázs Zoltán
- 2016 – Matei Vișniec: Dada Cabaret – Emmy Hennings – Átrium Film-Színház – r: Balázs Zoltán
- 2016 – William Shakespeare: III. Richárd – Lady Anna, Edvárd walesi herczeg özvegye – r: Zsótér Sándor
- 2015 – Outlét – Szilágyi Erika és Tankó Erika performansz-játéka
- 2015 – Sáry László: Remek hang a futkosásban – r: Balázs Zoltán
- 2015 – Hajdu Szabolcs: Ernelláék Farkaséknál – Laura – r: Hajdu Szabolcs
- 2014 – Raymond Quenau: Stílusgyakorlatok – r: Balázs Zoltán
- 2014 – Johann W. von Goethe: Egmont – Pármai Margit – r: Balázs Zoltán

### Egyéb szerepei
- 2022 – Petőfi Sándor: Az apostol – r: Szilágyi Bálint – 6Szín
- 2021 – Gyurkovics Tibor: Nagyvizit – Ibi – r: Szabó K. István – Karinthy Színház
- 2014 – Gerhart Hauptmann: Patkányok – Walburga – r: Alföldi Róbert – Újvidéki Színház, Szerbia
- 2014 – Neoplanta – r: Urbán András – Újvidék, Szerbia
- 2013 – Matei Vişniec: III. Richárd betiltva, avagy jelenetek Meyerhold életéből – Zenaida – r: Anca Bradu – Újvidéki Színház, Szerbia
- 2013 – Henrik Ibsen: Rosmersholm – Beate – r: Anca Bradu Újvidéki Színház, Szerbia
- 2013 – Pierre – Augustin Caron de Beumarchais: A sevillai borbély és Figaro házassága c. művei alapján – Suzanne – r: Kokan Mladenović Újvidéki Színház, Szerbia
- 2012 – Berstein – Laurents – Sondheim: West Side Story – Maria r: Nagy Viktor – Újvidéki Színház, Szerbia
- 2012 – Peter Weiss: Marat/Sade – Popo – r: Urbán András Újvidéki Színház, Szerbia
- 2011 – Ingmar Bergman: Fanny és Alexander – Emilie – r: Vidovszky György – Újvidéki Színház, Szerbia
- 2011 – Lázár Ervin: Berzsián és Dideki – Dideki – r: Mezei Kinga – Újvidéki Színház, Szerbia
- 2011 – Mihail Bulgakov: A Mester és Margarita – Margarita – r: László Sándor – Újvidéki Színház, Szerbia
- 2011 – Marsha Norman: Jóccakát, mama! – Jessie – r: László Sándor Zentai Magyar Kamaraszínház
- 2011 – Szegedi Szabó Béla: Kammerspiel – Mariska – Újvidéki Színház, Szerbia
- 2010 – Frank Baum: Óz, a nagy varázsló – Glinda – r: Puskás Zoltán Újvidéki Színház, Szerbia
- 2010 – Gilles Leroy: Alabama song – Kiki – r: Rahim Burhan Újvidéki Színház, Szerbia
- 2010 – Tom Stoppard: Rosencrantz és Guildenstern halott – Getrudis r: Victor Ioan Frunza – Csiky Gergely Színház, Temesvár, Románia
- 2010 – Egressy Zoltán: Június – Bíbor Lili – r: Victor Ioan Frunza Csiky Gergely Színház, Temesvár, Románia
- 2010 – Homérosz – Márai – Monteverdi: Odüsszeusz hazatérése – Pallasz Athéné – r: Balázs Zoltán – Csiky Gergely Színház, Temesvár, Románia
- 2009 – Csehov: Cseresznyéskert – Ranyevszkaja – r: László Sándor – Csiky Gergely Színház, Temesvár,

## Filmes és televíziós szerepei
- Ernelláék Farkaséknál (2016) ...Imola

## Díjai, elismerései
- Őze Lajos-díj (2017)[11]
- Szörényi Éva-díj (2024)[12]